# Alfa Romeo 164
L'Alfa Romeo 164 è un'autovettura berlina prodotta dal 1987 al 1997 nello stabilimento Alfa Romeo di Arese, ideata come erede di Alfa 6, Alfetta e Alfa Romeo 90 quale ammiraglia della produzione della casa automobilistica italiana Alfa Romeo e basata sul pianale denominato "Tipo 4". Il modello cedette il posto, dopo dieci anni di produzione e 269 894 esemplari prodotti, all'Alfa Romeo 166, pur rimanendo a listino in alcune versioni fino ai primi mesi del 1998.

## Descrizione

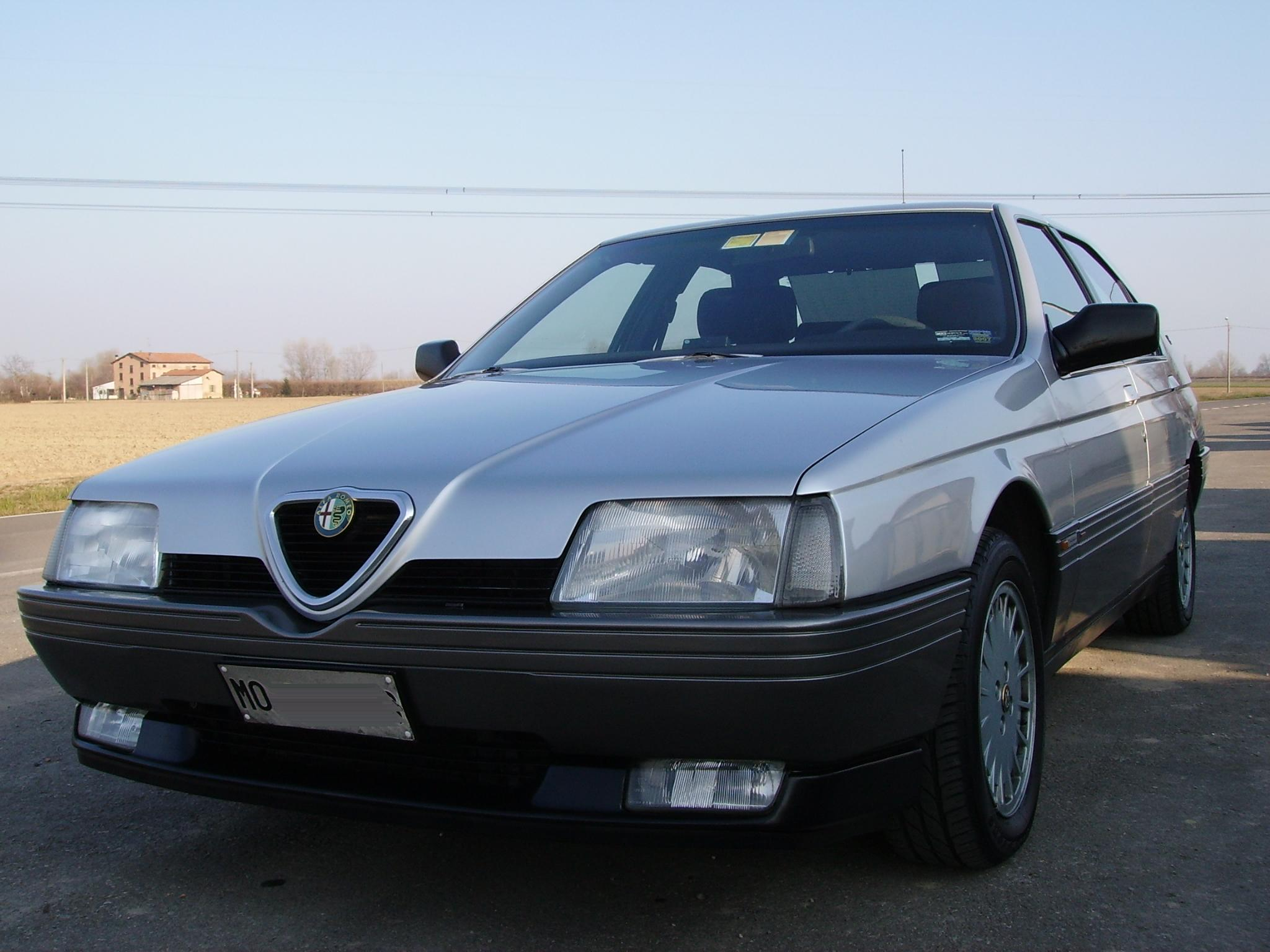
Frontale

Alla fine degli anni '70 l'Alfa Romeo lanciò i progetti 154 e 156, due nuove vetture a trazione posteriore fortemente sinergiche destinate a sostituire rispettivamente la Giulietta e l'Alfetta. 
L'accordo stipulato con Fiat e Saab spinse la casa milanese ad abbandonare il progetto 156 e a sviluppare un nuovo modello (l'ultimo interamente concepito da Alfa Romeo prima dell'acquisizione da parte di Fiat) sul pianale creato dallo staff tecnico di Lancia e denominato Tipo 4.
Fu presentata nell'agosto 1987 al salone di Francoforte insieme con la Peugeot 405 e la Ferrari F40.

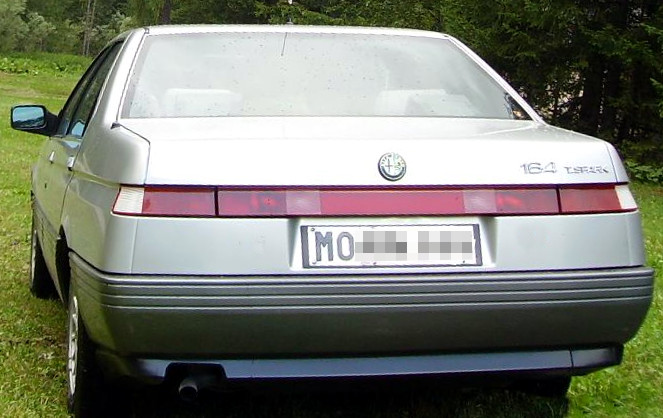
Veduta della coda

Disegnata da Pininfarina, venne dunque sviluppata sullo stesso pianale utilizzato per Fiat Croma, Lancia Thema e Saab 9000. A differenza di queste, che condividevano molti lamierati e il giro-porte, la 164 beneficiò di alcune modifiche alla scocca e alla sospensione anteriore e quindi presentava una caratterizzazione stilistica molto marcata, grazie al cofano più basso e spiovente e al giro porte differente. La linea a cuneo le permise di raggiungere un coefficiente di penetrazione aerodinamica Cx di 0,30. Le dimensioni erano importanti, ma non eccessive per la categoria (risultava una delle meno lunghe, ma una delle più larghe del segmento) con i 456 cm di lunghezza (467 in versione Super) e 176 di larghezza.

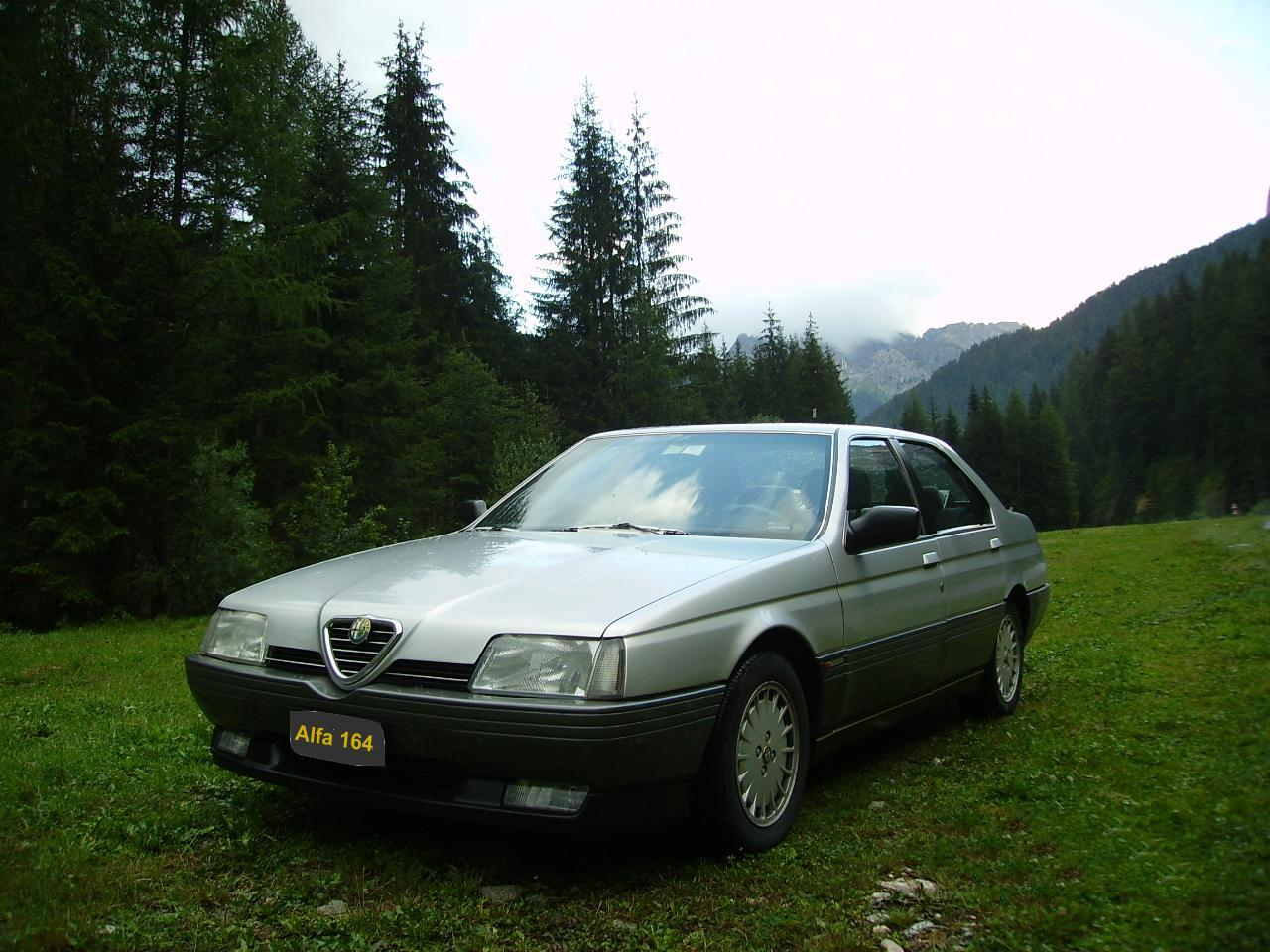
Una 164 2.0 Twin Spark

Internamente presentava un abitacolo ampio e confortevole, caratterizzato da un design molto moderno, quasi avanguardista, specie per quanto riguarda la consolle centrale che presentava ordinati decine di pulsanti e vari display digitali, oltre alle miriadi di tasti disposti nell'abitacolo. Anche il bagagliaio era molto ampio con i suoi 540 litri di capienza.

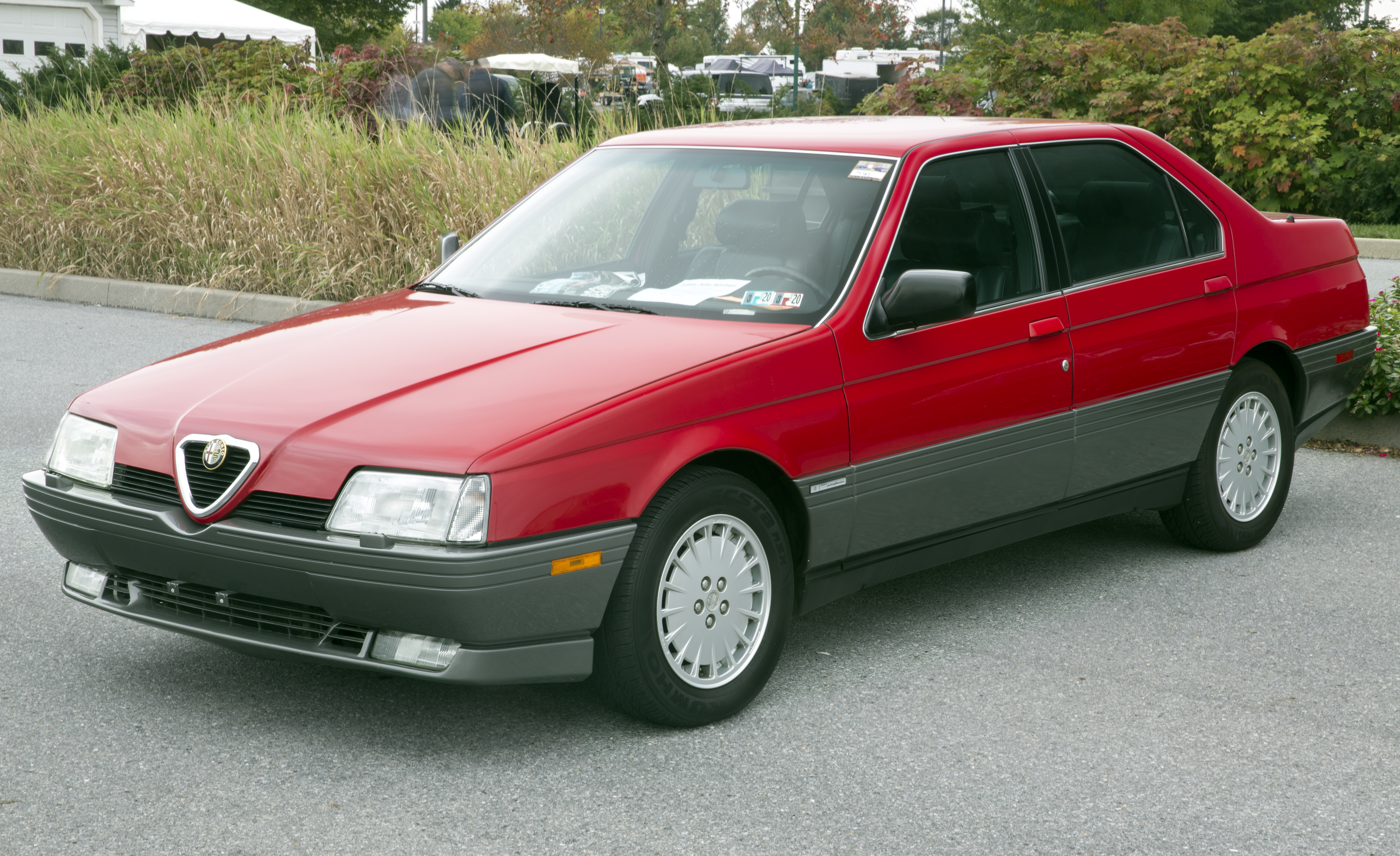
164L versione America del 1991

Come dotazioni opzionali era possibile avere anche sedili elettrici riscaldabili con memoria (sia anteriori sia posteriori), regolazione elettrica dello sterzo (regolabile in altezza e in profondità), pedaliera elettroregolabile, climatizzatore completamente automatico, interni in pelle, specchietto fotocromatico, lavafari a scomparsa, sospensioni con taratura regolabile elettronicamente (solo sul motore 3.0) ed esteriormente delle appendici aerodinamiche dedicate come spoiler posteriore e minigonne. Fu il primo modello di alta gamma della casa a trazione anteriore e motore trasversale.
Nel 1990 venne esportata ufficialmente anche negli Stati Uniti insieme alla Spider.

## Interni

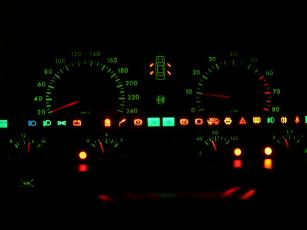
Quadro strumenti

Gli interni sono caratterizzati da sedili anatomici, con rivestimento di serie in velluto, optional in pelle (gamma 1987), regolabili in altezza e, in alcune versioni, con supporto lombare. Particolare dell'interno di questa ammiraglia è la consolle centrale, con innumerevoli tasti disposti razionalmente, comprendente: controlli climatizzatore automatico, con regolazione dei flussi d'aria, fendinebbia posteriori e anteriori, luci di emergenza, apertura baule, apertura tappo carburante e regolazione sospensioni elettroniche (opzionali su alcune versioni). Inoltre vi erano dei display digitali, che successivamente al restyling del 1992 diventeranno più ampi e funzionali.
Nella parte bassa della consolle si trovavano il vano autoradio e il vano per il posacenere (entrambi con apertura assistita), mentre proseguendo sul tunnel centrale si incontrava la leva del cambio (a richiesta automatico su alcune versioni) e i comandi di azionamento dei vetri elettrici e del bloccaggio porte.

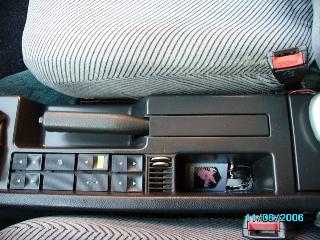
Pannello comandi

Posteriormente era prevista, come optional, la regolazione elettrica delle poltrone posteriori, azionabile mediante i tasti posti sul tunnel centrale.
Davanti al passeggero trova posto il vano portaoggetti molto ampio e dotato di luce di cortesia. Il quadro strumenti comprende: contagiri, tachimetro e contachilometri, una serie di spie che si estendono orizzontalmente per tutto il quadro e, al di sotto, indicatore del voltaggio della batteria (o pressione del turbo nelle versioni 2.0 Turbo e TD) pressione dell'olio, temperatura dell'acqua e livello del carburante.

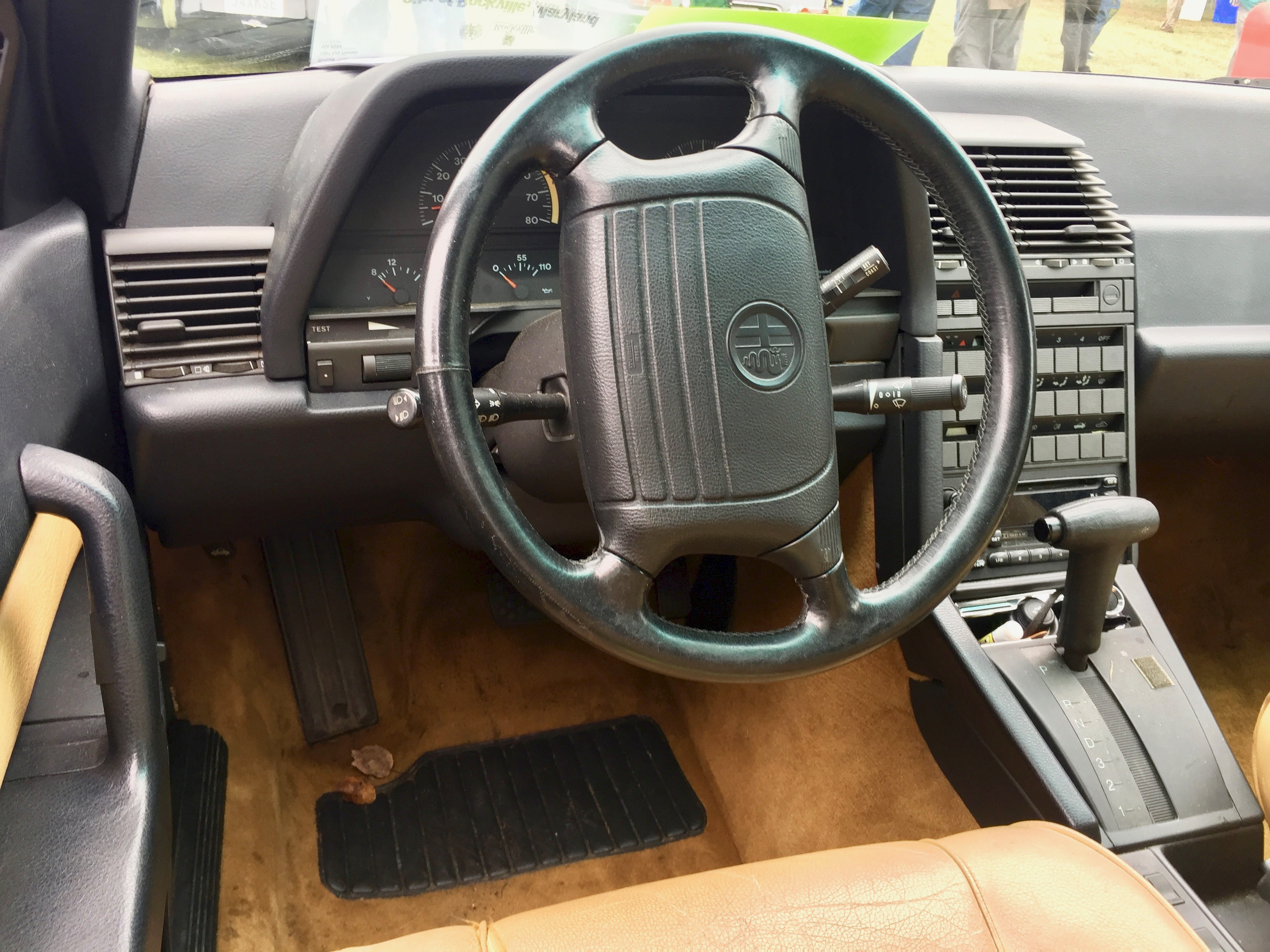
Posto guida

Il volante è regolabile sia in altezza sia in profondità.
L'abitacolo interno è dotato di bracciolo anteriore e posteriore, 6 altoparlanti, e tendine parasole a scomparsa su alcune versioni.

## Restyling
Durante i dieci anni in cui la 164 restò in catalogo ci furono due principali restyling. Il primo avvenne nel 1990 e riguardò alcuni particolari interni, dai rivestimenti, ad alcuni dettagli come pulsanti del tunnel centrale fino alla nuova gestione del climatizzatore. Dal punto di vista tecnico vennero migliorate le sospensioni e l'assetto venne abbassato di 3 cm. Agli inizi del 1992 con la presentazione della nuova media 155 la cilindrata specifica del 2.0 Twin Spark passò da 1962 cm³ a 1995 cm³ per razionalizzare la produzione.

### 164Super
Verso la fine del 1992 ci fu il restyling più importante. Tale rivisitazione prevedeva due varianti, tra cui quella denominata "Super" che vedeva all'esterno più modifiche. Esteriormente si presentavano nuovi paraurti e paracolpi laterali contornati da listelli cromati, nuovi proiettori anteriori, restyling dello scudo anteriore, nuovi specchietti elettrici con la possibilità di ripiegamento dall'interno e nuovi cerchi ruota con misure fino a 16 pollici. Interiormente, fu ridisegnata la grafica della strumentazione, la consolle centrale inclusa la pulsantiera venne modificata, così anche il mobiletto centrale e relativi comandi. I pannelli porta anch'essi ristilizzati, presentavano nuovi rivestimenti e nuovi accessori, in particolare per il mercato italiano l'adozione degli airbag lato guida e passeggero, già presenti nelle versioni esportate oltre oceano.

## Motorizzazioni

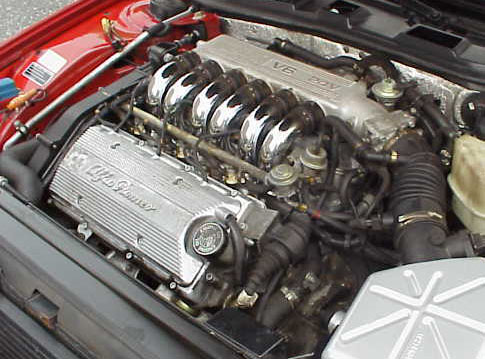
Propulsore V6 24v

Tra le motorizzazioni a benzina nel 1987 erano disponibili il 2 litri Twin Spark bialbero da 148 CV e il 3.0 V6 12v da 192 CV comunemente chiamato "Busso" dal nome del progettista che l'aveva ideato, Giuseppe Busso. L'anno successivo alla presentazione fu commercializzato anche il 2.0, sovralimentato da turbina T3 con dispositivo overboost e raffreddato da intercooler di derivazione Lancia Thema Turbo. Il propulsore Alfa Romeo rispetto a questo perdeva i contralberi di equilibratura e guadagnava 10 CV, grazie all'utilizzo di un overboost a doppio stadio.
Nel 1990 il 3.0 12v fu portato a 200 CV e dedicato alla versione Quadrifoglio.
Nel 1991 ci fu un rilevante salto prestazionale e tecnologico con l'entrata in produzione dell'innovativo 2.0 V6 Turbo. Questo propulsore derivava dalla versione 3 litri atmosferica del V6 "Busso" - che già motorizzava la 164 3.0. Caratterizzato da testate e monoblocco in alluminio e completamente gestito elettronicamente, sovralimentato inizialmente da una turbina Mitsubishi/Piaggio TD05H dotata di dispositivo overboost e raffreddata da intercooler, lo stesso della Lancia Delta HF Evoluzione. La potenza era di 210 CV e grazie all'overboost - che consente un momentaneo innalzamento della pressione di sovralimentazione per far fronte a repentine richieste di potenza utile soprattutto alla richiesta di forti accelerazioni utili anche nei sorpassi - la coppia motrice veniva aumentata per diversi secondi a 30,6 kgm e con essa anche la potenza rispetto al valore dichiarato. Tali numeri consentivano una velocità massima di oltre 240 km/h, facendo della 164 V6 turbo una delle berline più veloci dell'epoca, anche se ancor più di rilievo era l'accelerazione (non tanto da ferma, in quanto soffriva di turbo lag e di scarsa trazione alla partenza, ma quella rilevabile in particolare nei regimi compresi tra i 4 000 e 6 250 giri/min). Il mensile Quattroruote nel 1991 rilevò una velocità massima di 241,800 km/h; lo scatto 0/100 km/h in 7,4 secondi e il chilometro da fermo in 27,60 secondi. La rivista AUTO nel numero marzo 1991 rilevò una velocità massima di 239,2 km/h; lo scatto 0/100 km/h in 7,69 secondi e una ripresa in V marcia da 80–120 km/h in 9,04 secondi.
Nel 1992 l'Alfa mise in produzione i nuovi 3.0 V6 24v inizialmente con potenza da 210 CV. Il V6 turbo venne leggermente depotenziato sulla carta (per motivi di marketing) per non sovrapporsi in catalogo alle versioni 3 litri, anche se preservava comunque degli spunti prestazionali superiori all'aspirato, nonostante il turbocompressore fu sostituito con un "più piccolo" Garrett T25 che doveva consentire un comfort di marcia superiore al momento dell'attivazione della turbina e un inferiore turbo lag. In seguito la volontà dei vertici divenne quella di proseguire nella direzione dei motori aspirati, in quanto la tassazione italiana dell'IVA (che gravava al 38% le auto superiori a 2 litri) venne unificata per tutte le cilindrate al 20%, e per via dei costi superiori di componentistica richiesti dai propulsori turbo compressi.
Nel 1993 arrivò l'evoluzione del 3.0 24v portato a 230 CV che consentiva una velocità massima di 245 km/h. Nello stesso anno arrivò anche la versione integrale.

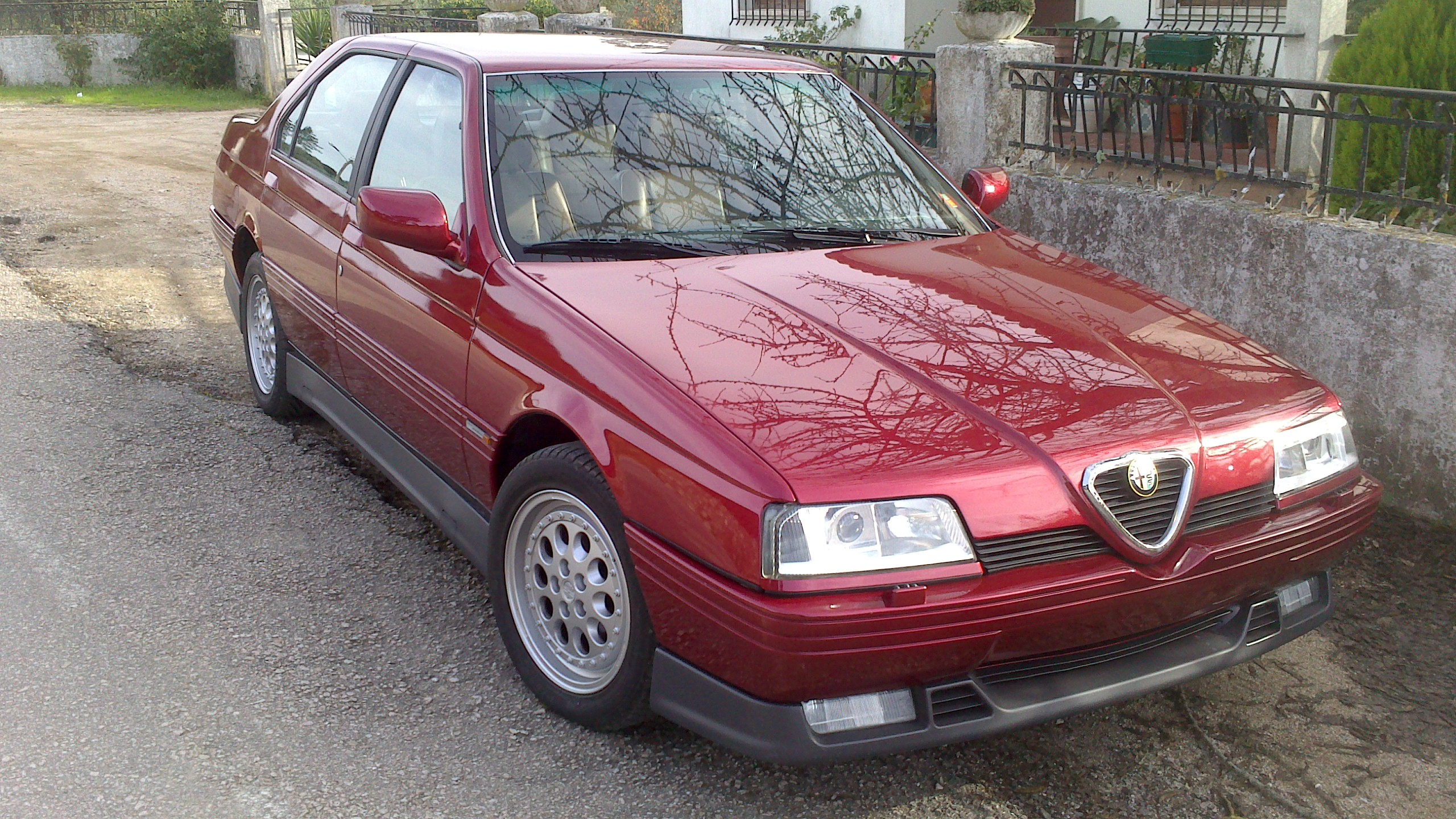
Alfa Romeo 164 Q4 del 1994

L'Alfa 164 era disponibile anche con due motori Diesel che erano forniti dalla VM Motori, azienda italiana di Cento (FE). avevano entrambi una cilindrata di 2,5 litri e sviluppavano una potenza pari a 117 CV (84 kW) nella prima versione fino al 1992 (Euro1) e successivamente 125 CV (92 kW) nella versione post '92 (poiché venne anche adottato sulla 155). Tali motori (aventi la sigla Vm84A) erano impiegati all'epoca anche su altre auto, come Range Rover Classic, Chrysler Voyager, Ford Scorpio, Jeep Cherokee e altre vetture; avevano la particolarità di avere la distribuzione a cascata di ingranaggi (invece che a cinghia o a catena, come gran parte dei motori realizzati in quel periodo), con il comando valvole ad aste e bilancieri, e le testate composte da 4 teste separabili (unico punto debole di queste motorizzazioni, perché le singole testate soffrivano di un problema di surriscaldamento dovuto allo scarso ricircolo delle condense del liquido di raffreddamento). Malgrado qualche problema con le testate, questi motori sono stati e sono tra i più robusti e affidabili.
Il motore VM permetteva all'Alfa 164 di arrivare a oltre 200 km/h, e venne eletto il motore a gasolio più veloce del mondo quando venne presentato.
Le Alfa 164 TD avevano lo stesso allestimento delle 164 Twin Spark benzina, nel cruscotto era presente però, a differenza di queste ultime, l'indicazione di pressione del turbo.

### Alfa Romeo 164 Q4
L'abitacolo è caratterizzato dalla selleria rivestita di morbida pelle (come anche il volante) e con il divanetto posteriore sostituito da due poltroncine quasi indipendenti.
La 164 Q4 monta il motore V6 24 valvole di 2959 cm³ (trazione integrale) con una potenza massima erogata pari a 231 CV a 6 300 giri/min e una coppia massima di 280 N m (28,5 kgm) a 5 000 giri/min. L'alimentazione (con accensione elettronica integrata) è a iniezione elettronica multipoint Bosch Motronic M3.7.
Le sospensioni sono all'avantreno a ruote indipendenti, braccio trasversale con montante telescopico (schema MacPherson), molla elicoidale; sul retrotreno a ruote indipendenti, bracci trasversali e biella longitudinale, molla elicoidale; barre stabilizzatrici anteriore e posteriore, ammortizzatori idraulici a taratura programmabile dall'interno dell'abitacolo tramite un pulsante situato sul cruscotto. In posizione "Auto" gli ammortizzatori vengono tarati automaticamente in base al fondo stradale, premendo "Sport", le sospensioni diventano più rigide e si modifica l'assetto, per una guida sportiva.
L'impianto frenante è dotato di 4 freni a disco (anteriori autoventilati) con ABS. La trasmissione prevede un cambio a 6 rapporti Getrag di derivazione sportiva con sesta marcia di potenza e la trazione integrale permanente attraverso un giunto viscoso centrale "Viscomatic", sviluppato in esclusiva dall'Alfa Romeo in collaborazione con la Steyr-Puch, e un differenziale posteriore Torsen.
Le prestazioni rilevate dal mensile Quattroruote parlavano di 240,459 km/h di velocità di punta e un'accelerazione da 0 a 100 km/h in 7,7 secondi; un altro mensile, Auto parlava invece di velocità massima di 237,650 km/h e uno 0–100 km/h in 6,9 secondi.
Nell'ottobre 1998, la "164 Q4" cessò di essere commercializzata, il suo prezzo in quel momento era di 81 650 000 lire.

## La 164 ProCar

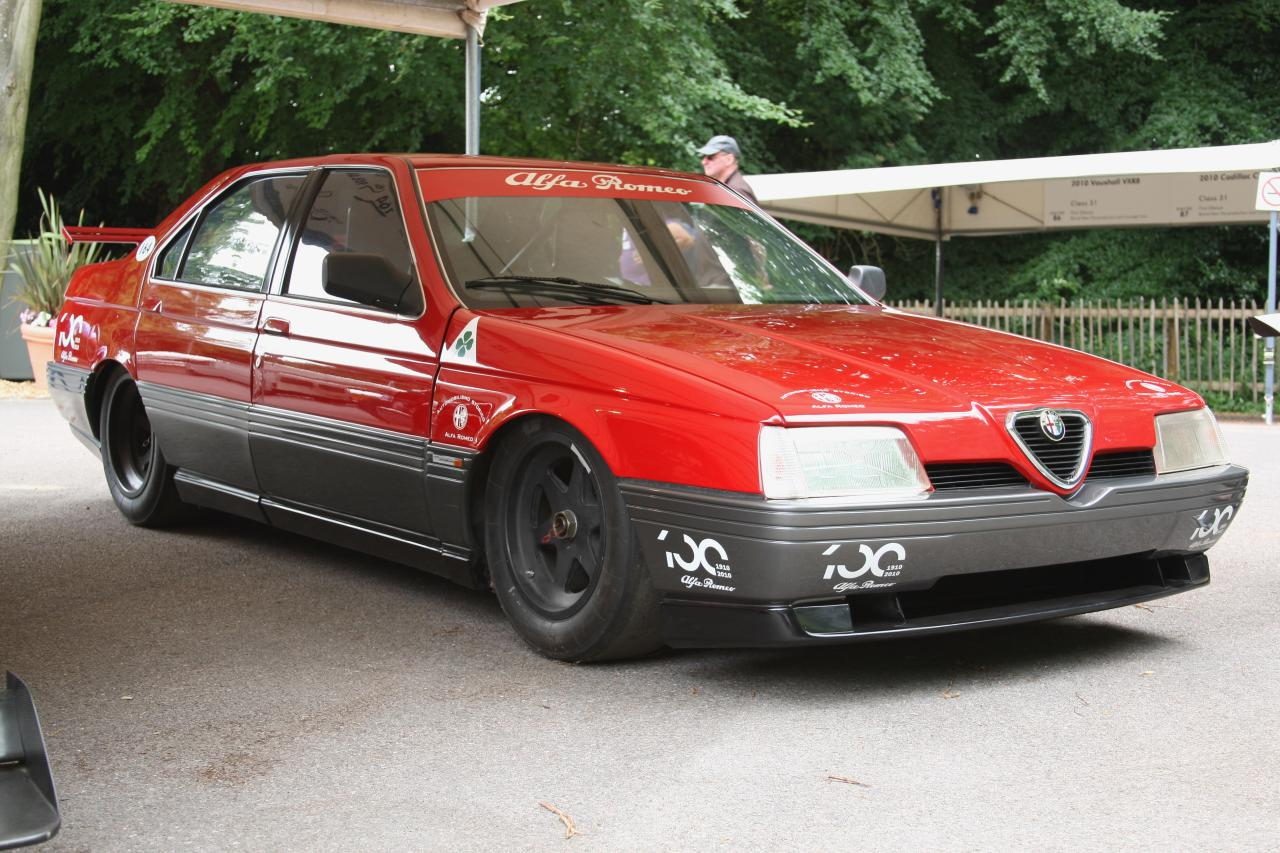
L'Alfa Romeo 164 ProCar

Nel 1988 venne presentata una versione con motore 3.5 V10 da Formula 1: la 164 ProCar. Una vettura "laboratorio" sviluppata con tecnologie all'avanguardia, per l'uso nelle competizioni. All'epoca della presentazione la vettura, sviluppata per le competizioni, avrebbe potuto avere una produzione in serie limitata.
Questa vettura era il non plus ultra in fatto di auto da corsa: telaio tubolare, motore posteriore centrale a 10 cilindri a V, cilindrata 3.5 litri, aspirato, per una potenza di oltre 620 cavalli a un regime massimo di 11 800 giri/min con una esuberante coppia di ben 39 kgm a 9 500 giri/min., scaricati tramite ovviamente la più classica delle soluzioni sportive: la trazione posteriore. Copriva i 400 metri con partenza da fermo in 9,7 secondi. Dotata di un telaio monoscocca in carbonio e di carrozzeria in kevlar, sospensioni anteriori e posteriori a doppi quadrilateri deformabili del tipo push rod (oggi ampiamente utilizzato in Formula 1) che ricalcava le linee della 164 di produzione. L'Alfa Romeo sviluppò questa vettura nel rispetto del regolamento Production Car e doveva essere destinata a gareggiare nel mai nato Campionato Production Car.
A causa della mancata nascita del Campionato Production Car quest'auto è stata prodotta in esemplare unico ed è attualmente custodita nella collezione del Museo Storico Alfa Romeo. Il motore della 164 ProCar è stato montato anche sull'Alfa Romeo Sport Prototipo.

## Particolarità e primati
- È stata la prima auto di produzione mondiale a essere disegnata in Autocad.
- La 164 fu la penultima Alfa Romeo insieme alla 75 venduta negli Stati Uniti direttamente dalla rete di vendita ufficiale prima della 8c Competizione.
- Negli esemplari messi in vendita nel sud est asiatico - specificatamente nei mercati di Hong Kong, Malaysia e Indonesia - fu ribattezzata 168 a causa del fatto che, nella tradizione cinese, il 4 (164) è un numero dai connotati negativi mentre l'8 (168) è esattamente il suo contrario.[9]
- Alcune 168 Twin Spark furono impiegate come volanti dalla polizia di Taiwan.
- La 164 al momento della commercializzazione vantò il primato di mettere in commercio il motore Diesel più veloce del mondo.
- Al momento del lancio aveva il coefficiente di penetrazione aerodinamica più efficace della sua categoria.
- All'arrivo sul mercato in Australia fu pregiata del titolo "Best car of the Year".
- Il motore V6 turbo presentato con la 164 fu eletto miglior motore dell'anno.
- La 164 Twin Spark di colore rosso fu l'ultima auto di Enzo Ferrari.
- Alcune 164 Twin Spark blu scuro furono impiegate dall'Arma dei Carabinieri con compiti di auto da rappresentanza equipaggiate con trombe bitonali e staffa portabandiera sul parafango anteriore sinistro.
- È presente una concept car di italdesing, la Alfa Romeo 164 Q4 Italdesign Scighera, basata sulla 164.

## Caratteristiche tecniche
| Caratteristiche tecniche - Alfa Romeo 164 Twin Spark (1987)                                                                             | Caratteristiche tecniche - Alfa Romeo 164 Twin Spark (1987) | Caratteristiche tecniche - Alfa Romeo 164 Twin Spark (1987) | Caratteristiche tecniche - Alfa Romeo 164 Twin Spark (1987) | Caratteristiche tecniche - Alfa Romeo 164 Twin Spark (1987) | Caratteristiche tecniche - Alfa Romeo 164 Twin Spark (1987) |
| --- | --- | --- | --- | --- | --- |
| | | | | | |
| Configurazione | | | | | |
| Carrozzeria: Berlina 3 volumi | Carrozzeria: Berlina 3 volumi | Posizione motore: anteriore | Posizione motore: anteriore | Trazione: anteriore | Trazione: anteriore |
| Dimensioni e pesi | | | | | |
| Ingombri (lungh.×largh.×alt. in mm): 4555 × 1760 × 1400                                                                                 | Ingombri (lungh.×largh.×alt. in mm): 4555 × 1760 × 1400 | Ingombri (lungh.×largh.×alt. in mm): 4555 × 1760 × 1400 | Ingombri (lungh.×largh.×alt. in mm): 4555 × 1760 × 1400 | Diametro minimo sterzata: | Diametro minimo sterzata: |
| Interasse: 2660 mm | Interasse: 2660 mm | Carreggiate: anteriore 1515 - posteriore 1488 mm | Carreggiate: anteriore 1515 - posteriore 1488 mm | Altezza minima da terra: 1400 mm | Altezza minima da terra: 1400 mm |
| Posti totali: 5 | Posti totali: 5 | Bagagliaio: 504 dm³ | Bagagliaio: 504 dm³ | Serbatoio: 70 litri (riserva 9 litri) | Serbatoio: 70 litri (riserva 9 litri) |
| Masse | / in ordine di marcia: 1.200 kg / rimorchiabile: 1.300 kg | / in ordine di marcia: 1.200 kg / rimorchiabile: 1.300 kg | / in ordine di marcia: 1.200 kg / rimorchiabile: 1.300 kg | / in ordine di marcia: 1.200 kg / rimorchiabile: 1.300 kg | / in ordine di marcia: 1.200 kg / rimorchiabile: 1.300 kg |
| Meccanica | | | | | |
| Tipo motore: 4 cilindri in linea, basamento e testata in lega leggera. Raffreddamento: ad acqua, a circolazione forzata; elettroventola | Tipo motore: 4 cilindri in linea, basamento e testata in lega leggera. Raffreddamento: ad acqua, a circolazione forzata; elettroventola | Tipo motore: 4 cilindri in linea, basamento e testata in lega leggera. Raffreddamento: ad acqua, a circolazione forzata; elettroventola | Cilindrata: alesaggio x corsa: 84x88,5 totale 1.962 cm³ | Cilindrata: alesaggio x corsa: 84x88,5 totale 1.962 cm³ | Cilindrata: alesaggio x corsa: 84x88,5 totale 1.962 cm³ |
| Distribuzione: 2 alberi a camme in testa mossi da catena                                                                                | Distribuzione: 2 alberi a camme in testa mossi da catena | Distribuzione: 2 alberi a camme in testa mossi da catena | Alimentazione: impianto d'iniezione elettronica Bosch Motronic ML 4.1 | Alimentazione: impianto d'iniezione elettronica Bosch Motronic ML 4.1 | Alimentazione: impianto d'iniezione elettronica Bosch Motronic ML 4.1 |
| Prestazioni motore | Potenza: 148 CV a 5800 giri/min / Coppia: 19 kgm a 4000 giri/min | Potenza: 148 CV a 5800 giri/min / Coppia: 19 kgm a 4000 giri/min | Potenza: 148 CV a 5800 giri/min / Coppia: 19 kgm a 4000 giri/min | Potenza: 148 CV a 5800 giri/min / Coppia: 19 kgm a 4000 giri/min | Potenza: 148 CV a 5800 giri/min / Coppia: 19 kgm a 4000 giri/min |
| Accensione: elettronica digitale; 2 candele per cilindro                                                                                | Accensione: elettronica digitale; 2 candele per cilindro | Accensione: elettronica digitale; 2 candele per cilindro | Impianto elettrico: Batteria: 12 V - 55 Ah. Candele: Lodge Silver 2 HL-E | Impianto elettrico: Batteria: 12 V - 55 Ah. Candele: Lodge Silver 2 HL-E | Impianto elettrico: Batteria: 12 V - 55 Ah. Candele: Lodge Silver 2 HL-E |
| Frizione: monodisco a secco, comando idraulico                                                                                          | Frizione: monodisco a secco, comando idraulico | Frizione: monodisco a secco, comando idraulico | Cambio: meccanico a 5 marce + RM | Cambio: meccanico a 5 marce + RM | Cambio: meccanico a 5 marce + RM |
| Telaio | | | | | |
| Corpo vettura | Scocca metallica autoportante | Scocca metallica autoportante | Scocca metallica autoportante | Scocca metallica autoportante | Scocca metallica autoportante |
| Sterzo | a cremagliera con idroguida | a cremagliera con idroguida | a cremagliera con idroguida | a cremagliera con idroguida | a cremagliera con idroguida |
| Sospensioni | anteriori: a ruote indipendenti (schema MacPherson), molle elicoidali, ammortizzatori idraulici, bracci oscillanti inferiori, barra stabilizzatrice / posteriori: a ruote indipendenti (schema MacPherson), molle elicoidali, ammortizzatori idraulici, aste trasversali, puntoni di reazione, barra stabilizzatrice; a richiesta sospensione autolivellante | anteriori: a ruote indipendenti (schema MacPherson), molle elicoidali, ammortizzatori idraulici, bracci oscillanti inferiori, barra stabilizzatrice / posteriori: a ruote indipendenti (schema MacPherson), molle elicoidali, ammortizzatori idraulici, aste trasversali, puntoni di reazione, barra stabilizzatrice; a richiesta sospensione autolivellante | anteriori: a ruote indipendenti (schema MacPherson), molle elicoidali, ammortizzatori idraulici, bracci oscillanti inferiori, barra stabilizzatrice / posteriori: a ruote indipendenti (schema MacPherson), molle elicoidali, ammortizzatori idraulici, aste trasversali, puntoni di reazione, barra stabilizzatrice; a richiesta sospensione autolivellante | anteriori: a ruote indipendenti (schema MacPherson), molle elicoidali, ammortizzatori idraulici, bracci oscillanti inferiori, barra stabilizzatrice / posteriori: a ruote indipendenti (schema MacPherson), molle elicoidali, ammortizzatori idraulici, aste trasversali, puntoni di reazione, barra stabilizzatrice; a richiesta sospensione autolivellante | anteriori: a ruote indipendenti (schema MacPherson), molle elicoidali, ammortizzatori idraulici, bracci oscillanti inferiori, barra stabilizzatrice / posteriori: a ruote indipendenti (schema MacPherson), molle elicoidali, ammortizzatori idraulici, aste trasversali, puntoni di reazione, barra stabilizzatrice; a richiesta sospensione autolivellante |
| Freni | anteriori: a disco autoventilanti diam. 257 mm / posteriori: a disco diam. 251 mm | anteriori: a disco autoventilanti diam. 257 mm / posteriori: a disco diam. 251 mm | anteriori: a disco autoventilanti diam. 257 mm / posteriori: a disco diam. 251 mm | anteriori: a disco autoventilanti diam. 257 mm / posteriori: a disco diam. 251 mm | anteriori: a disco autoventilanti diam. 257 mm / posteriori: a disco diam. 251 mm |
| Pneumatici | 185/70 VR 14 / Cerchi: 5 1/2 J x 14 (4 fori) | 185/70 VR 14 / Cerchi: 5 1/2 J x 14 (4 fori) | 185/70 VR 14 / Cerchi: 5 1/2 J x 14 (4 fori) | 185/70 VR 14 / Cerchi: 5 1/2 J x 14 (4 fori) | 185/70 VR 14 / Cerchi: 5 1/2 J x 14 (4 fori) |
| Prestazioni dichiarate | | | | | |
| Velocità: oltre 210 km/h | Velocità: oltre 210 km/h | Velocità: oltre 210 km/h | Accelerazione: 0-100 km/h: 9,2 s; 0-1000 m: 30,2 s | Accelerazione: 0-100 km/h: 9,2 s; 0-1000 m: 30,2 s | Accelerazione: 0-100 km/h: 9,2 s; 0-1000 m: 30,2 s |
| Consumi | a 90 km/h, 6,5 litri/100 km; a 120 km/h, 8,5 litri/100 km; ciclo urbano (simulato) 10,0 litri/100 km; media ECE 8,2 litri/100 km | a 90 km/h, 6,5 litri/100 km; a 120 km/h, 8,5 litri/100 km; ciclo urbano (simulato) 10,0 litri/100 km; media ECE 8,2 litri/100 km | a 90 km/h, 6,5 litri/100 km; a 120 km/h, 8,5 litri/100 km; ciclo urbano (simulato) 10,0 litri/100 km; media ECE 8,2 litri/100 km | a 90 km/h, 6,5 litri/100 km; a 120 km/h, 8,5 litri/100 km; ciclo urbano (simulato) 10,0 litri/100 km; media ECE 8,2 litri/100 km | a 90 km/h, 6,5 litri/100 km; a 120 km/h, 8,5 litri/100 km; ciclo urbano (simulato) 10,0 litri/100 km; media ECE 8,2 litri/100 km |
| Fonte dei dati: "Il Quadrifoglio" n.17 luglio-settembre 1987                                                                            | | | | | |

| Caratteristiche tecniche - Alfa Romeo 164 3.0 V6 (1987) | Caratteristiche tecniche - Alfa Romeo 164 3.0 V6 (1987) | Caratteristiche tecniche - Alfa Romeo 164 3.0 V6 (1987) | Caratteristiche tecniche - Alfa Romeo 164 3.0 V6 (1987) | Caratteristiche tecniche - Alfa Romeo 164 3.0 V6 (1987) | Caratteristiche tecniche - Alfa Romeo 164 3.0 V6 (1987) |
| --- | --- | --- | --- | --- | --- |
| | | | | | |
| Configurazione | | | | | |
| Carrozzeria: Berlina 3 volumi | Carrozzeria: Berlina 3 volumi | Posizione motore: anteriore | Posizione motore: anteriore | Trazione: anteriore | Trazione: anteriore |
| Dimensioni e pesi | | | | | |
| Ingombri (lungh.×largh.×alt. in mm): 4555 × 1760 × 1400 | Ingombri (lungh.×largh.×alt. in mm): 4555 × 1760 × 1400 | Ingombri (lungh.×largh.×alt. in mm): 4555 × 1760 × 1400 | Ingombri (lungh.×largh.×alt. in mm): 4555 × 1760 × 1400 | Diametro minimo sterzata: | Diametro minimo sterzata: |
| Interasse: 2660 mm | Interasse: 2660 mm | Carreggiate: anteriore 1515 - posteriore 1488 mm | Carreggiate: anteriore 1515 - posteriore 1488 mm | Altezza minima da terra: 1400 mm | Altezza minima da terra: 1400 mm |
| Posti totali: 5 | Posti totali: 5 | Bagagliaio: 504 dm³ | Bagagliaio: 504 dm³ | Serbatoio: 70 litri (riserva 9 litri) | Serbatoio: 70 litri (riserva 9 litri) |
| Masse | / in ordine di marcia: 1.300 kg / rimorchiabile: 1.400 kg | / in ordine di marcia: 1.300 kg / rimorchiabile: 1.400 kg | / in ordine di marcia: 1.300 kg / rimorchiabile: 1.400 kg | / in ordine di marcia: 1.300 kg / rimorchiabile: 1.400 kg | / in ordine di marcia: 1.300 kg / rimorchiabile: 1.400 kg |
| Meccanica | | | | | |
| Tipo motore: 6 cilindri a V di 60°, basamento e testata in lega leggera. Raffreddamento: ad acqua, a circolazione forzata; elettroventola comandata da termostato | Tipo motore: 6 cilindri a V di 60°, basamento e testata in lega leggera. Raffreddamento: ad acqua, a circolazione forzata; elettroventola comandata da termostato | Tipo motore: 6 cilindri a V di 60°, basamento e testata in lega leggera. Raffreddamento: ad acqua, a circolazione forzata; elettroventola comandata da termostato | Cilindrata: alesaggio x corsa: 93x72 mm totale: 2.959 cm³ | Cilindrata: alesaggio x corsa: 93x72 mm totale: 2.959 cm³ | Cilindrata: alesaggio x corsa: 93x72 mm totale: 2.959 cm³ |
| Distribuzione: 1 albero a camme in testa per bancata mosso da cinghia dentata                                                                                     | Distribuzione: 1 albero a camme in testa per bancata mosso da cinghia dentata | Distribuzione: 1 albero a camme in testa per bancata mosso da cinghia dentata | Alimentazione: impianto d'iniezione elettronica Bosch Motronic ML 4.1 | Alimentazione: impianto d'iniezione elettronica Bosch Motronic ML 4.1 | Alimentazione: impianto d'iniezione elettronica Bosch Motronic ML 4.1 |
| Prestazioni motore | Potenza: 192 CV a 5600 giri/min / Coppia: 25 kgm a 3500 giri/min | Potenza: 192 CV a 5600 giri/min / Coppia: 25 kgm a 3500 giri/min | Potenza: 192 CV a 5600 giri/min / Coppia: 25 kgm a 3500 giri/min | Potenza: 192 CV a 5600 giri/min / Coppia: 25 kgm a 3500 giri/min | Potenza: 192 CV a 5600 giri/min / Coppia: 25 kgm a 3500 giri/min |
| Accensione: elettronica digitale | Accensione: elettronica digitale | Accensione: elettronica digitale | Impianto elettrico: Batteria: 12 V - 60 Ah. Candele: Lodge Silver 2 HL-E | Impianto elettrico: Batteria: 12 V - 60 Ah. Candele: Lodge Silver 2 HL-E | Impianto elettrico: Batteria: 12 V - 60 Ah. Candele: Lodge Silver 2 HL-E |
| Frizione: monodisco a secco, comando idraulico | Frizione: monodisco a secco, comando idraulico | Frizione: monodisco a secco, comando idraulico | Cambio: meccanico a 5 marce + RM | Cambio: meccanico a 5 marce + RM | Cambio: meccanico a 5 marce + RM |
| Telaio | | | | | |
| Corpo vettura | Scocca metallica autoportante | Scocca metallica autoportante | Scocca metallica autoportante | Scocca metallica autoportante | Scocca metallica autoportante |
| Sterzo | a cremagliera con idroguida | a cremagliera con idroguida | a cremagliera con idroguida | a cremagliera con idroguida | a cremagliera con idroguida |
| Sospensioni | anteriori: a ruote indipendenti (schema MacPherson), molle elicoidali, ammortizzatori idraulici, bracci oscillanti inferiori, barra stabilizzatrice / posteriori: a ruote indipendenti (schema MacPherson), molle elicoidali, ammortizzatori idraulici, aste trasversali, puntoni di reazione, barra stabilizzatrice; a richiesta sospensione autolivellante | anteriori: a ruote indipendenti (schema MacPherson), molle elicoidali, ammortizzatori idraulici, bracci oscillanti inferiori, barra stabilizzatrice / posteriori: a ruote indipendenti (schema MacPherson), molle elicoidali, ammortizzatori idraulici, aste trasversali, puntoni di reazione, barra stabilizzatrice; a richiesta sospensione autolivellante | anteriori: a ruote indipendenti (schema MacPherson), molle elicoidali, ammortizzatori idraulici, bracci oscillanti inferiori, barra stabilizzatrice / posteriori: a ruote indipendenti (schema MacPherson), molle elicoidali, ammortizzatori idraulici, aste trasversali, puntoni di reazione, barra stabilizzatrice; a richiesta sospensione autolivellante | anteriori: a ruote indipendenti (schema MacPherson), molle elicoidali, ammortizzatori idraulici, bracci oscillanti inferiori, barra stabilizzatrice / posteriori: a ruote indipendenti (schema MacPherson), molle elicoidali, ammortizzatori idraulici, aste trasversali, puntoni di reazione, barra stabilizzatrice; a richiesta sospensione autolivellante | anteriori: a ruote indipendenti (schema MacPherson), molle elicoidali, ammortizzatori idraulici, bracci oscillanti inferiori, barra stabilizzatrice / posteriori: a ruote indipendenti (schema MacPherson), molle elicoidali, ammortizzatori idraulici, aste trasversali, puntoni di reazione, barra stabilizzatrice; a richiesta sospensione autolivellante |
| Freni | anteriori: a disco autoventilanti diam. 284 mm / posteriori: a disco diam 251 mm | anteriori: a disco autoventilanti diam. 284 mm / posteriori: a disco diam 251 mm | anteriori: a disco autoventilanti diam. 284 mm / posteriori: a disco diam 251 mm | anteriori: a disco autoventilanti diam. 284 mm / posteriori: a disco diam 251 mm | anteriori: a disco autoventilanti diam. 284 mm / posteriori: a disco diam 251 mm |
| Pneumatici | 195/60 VR 15 / Cerchi: 6 J x 15 (5 fori) | 195/60 VR 15 / Cerchi: 6 J x 15 (5 fori) | 195/60 VR 15 / Cerchi: 6 J x 15 (5 fori) | 195/60 VR 15 / Cerchi: 6 J x 15 (5 fori) | 195/60 VR 15 / Cerchi: 6 J x 15 (5 fori) |
| Prestazioni dichiarate | | | | | |
| Velocità: oltre 230 km/h | Velocità: oltre 230 km/h | Velocità: oltre 230 km/h | Accelerazione: 0-100 km/h: 7,7 0-1000 m: 28.0 s | Accelerazione: 0-100 km/h: 7,7 0-1000 m: 28.0 s | Accelerazione: 0-100 km/h: 7,7 0-1000 m: 28.0 s |
| Consumi | a 90 km/h, 7,2 litri/100 km; a 120 km/h, 9,1 litri/100 km; ciclo urbano (simulato) 12,8 litri/100 km; media ECE 9,6 litri/100 km | a 90 km/h, 7,2 litri/100 km; a 120 km/h, 9,1 litri/100 km; ciclo urbano (simulato) 12,8 litri/100 km; media ECE 9,6 litri/100 km | a 90 km/h, 7,2 litri/100 km; a 120 km/h, 9,1 litri/100 km; ciclo urbano (simulato) 12,8 litri/100 km; media ECE 9,6 litri/100 km | a 90 km/h, 7,2 litri/100 km; a 120 km/h, 9,1 litri/100 km; ciclo urbano (simulato) 12,8 litri/100 km; media ECE 9,6 litri/100 km | a 90 km/h, 7,2 litri/100 km; a 120 km/h, 9,1 litri/100 km; ciclo urbano (simulato) 12,8 litri/100 km; media ECE 9,6 litri/100 km |
| Fonte dei dati: "Il Quadrifoglio" n. 17 luglio-settembre 1987 | | | | | |

| Caratteristiche tecniche - Alfa Romeo 164 TB (1987) | Caratteristiche tecniche - Alfa Romeo 164 TB (1987) | Caratteristiche tecniche - Alfa Romeo 164 TB (1987) | Caratteristiche tecniche - Alfa Romeo 164 TB (1987) | Caratteristiche tecniche - Alfa Romeo 164 TB (1987) | Caratteristiche tecniche - Alfa Romeo 164 TB (1987) |
| --- | --- | --- | --- | --- | --- |
| | | | | | |
| Configurazione | | | | | |
| Carrozzeria: Berlina 3 volumi | Carrozzeria: Berlina 3 volumi | Posizione motore: anteriore | Posizione motore: anteriore | Trazione: anteriore | Trazione: anteriore |
| Dimensioni e pesi | | | | | |
| Ingombri (lungh.×largh.×alt. in mm): 4555 × 1760 × 1400 | Ingombri (lungh.×largh.×alt. in mm): 4555 × 1760 × 1400 | Ingombri (lungh.×largh.×alt. in mm): 4555 × 1760 × 1400 | Ingombri (lungh.×largh.×alt. in mm): 4555 × 1760 × 1400 | Diametro minimo sterzata: | Diametro minimo sterzata: |
| Interasse: 2660 mm | Interasse: 2660 mm | Carreggiate: anteriore 1515 - posteriore 1488 mm | Carreggiate: anteriore 1515 - posteriore 1488 mm | Altezza minima da terra: 1400 mm | Altezza minima da terra: 1400 mm |
| Posti totali: 5 | Posti totali: 5 | Bagagliaio: 504 dm³ | Bagagliaio: 504 dm³ | Serbatoio: 70 litri (riserva 9 litri) | Serbatoio: 70 litri (riserva 9 litri) |
| Masse | / in ordine di marcia: 1.300 kg / rimorchiabile: 1.300 kg | / in ordine di marcia: 1.300 kg / rimorchiabile: 1.300 kg | / in ordine di marcia: 1.300 kg / rimorchiabile: 1.300 kg | / in ordine di marcia: 1.300 kg / rimorchiabile: 1.300 kg | / in ordine di marcia: 1.300 kg / rimorchiabile: 1.300 kg |
| Meccanica | | | | | |
| Tipo motore: 4 cilindri in linea, basamento in ghisa, testata in lega leggera. Raffreddamento: ad acqua, a circolazione forzata; elettroventola comandata da termostato | Tipo motore: 4 cilindri in linea, basamento in ghisa, testata in lega leggera. Raffreddamento: ad acqua, a circolazione forzata; elettroventola comandata da termostato | Tipo motore: 4 cilindri in linea, basamento in ghisa, testata in lega leggera. Raffreddamento: ad acqua, a circolazione forzata; elettroventola comandata da termostato | Cilindrata: alesaggio x corsa: 84x90 mm totale: 1.995 cm³ | Cilindrata: alesaggio x corsa: 84x90 mm totale: 1.995 cm³ | Cilindrata: alesaggio x corsa: 84x90 mm totale: 1.995 cm³ |
| Distribuzione: 2 alberi a camme in testa mossi da cinghia dentata | Distribuzione: 2 alberi a camme in testa mossi da cinghia dentata | Distribuzione: 2 alberi a camme in testa mossi da cinghia dentata | Alimentazione: impianto d'iniezione elettronica Bosch LE-2 Jetronic; 1 turbocompressore, intercooler+overboost | Alimentazione: impianto d'iniezione elettronica Bosch LE-2 Jetronic; 1 turbocompressore, intercooler+overboost | Alimentazione: impianto d'iniezione elettronica Bosch LE-2 Jetronic; 1 turbocompressore, intercooler+overboost |
| Prestazioni motore | Potenza: 175 CV a 5250 giri/min / Coppia: 27 kgm a 2500 giri/min o 29 kgm a 3000 giri/min (overboost) | Potenza: 175 CV a 5250 giri/min / Coppia: 27 kgm a 2500 giri/min o 29 kgm a 3000 giri/min (overboost) | Potenza: 175 CV a 5250 giri/min / Coppia: 27 kgm a 2500 giri/min o 29 kgm a 3000 giri/min (overboost) | Potenza: 175 CV a 5250 giri/min / Coppia: 27 kgm a 2500 giri/min o 29 kgm a 3000 giri/min (overboost) | Potenza: 175 CV a 5250 giri/min / Coppia: 27 kgm a 2500 giri/min o 29 kgm a 3000 giri/min (overboost) |
| Accensione: elettronica digitale | Accensione: elettronica digitale | Accensione: elettronica digitale | Impianto elettrico: Batteria: 12 V - 55 Ah. Candele: Lodge Silver 2 HL-E | Impianto elettrico: Batteria: 12 V - 55 Ah. Candele: Lodge Silver 2 HL-E | Impianto elettrico: Batteria: 12 V - 55 Ah. Candele: Lodge Silver 2 HL-E |
| Frizione: monodisco a secco, comando idraulico | Frizione: monodisco a secco, comando idraulico | Frizione: monodisco a secco, comando idraulico | Cambio: meccanico a 5 marce + RM | Cambio: meccanico a 5 marce + RM | Cambio: meccanico a 5 marce + RM |
| Telaio | | | | | |
| Corpo vettura | Scocca metallica autoportante | Scocca metallica autoportante | Scocca metallica autoportante | Scocca metallica autoportante | Scocca metallica autoportante |
| Sterzo | a cremagliera con idroguida | a cremagliera con idroguida | a cremagliera con idroguida | a cremagliera con idroguida | a cremagliera con idroguida |
| Sospensioni | anteriori: a ruote indipendenti (schema MacPherson), molle elicoidali, ammortizzatori idraulici, bracci oscillanti inferiori, barra stabilizzatrice / posteriori: a ruote indipendenti (schema MacPherson), molle elicoidali, ammortizzatori idraulici, aste trasversali, puntoni di reazione, barra stabilizzatrice; a richiesta sospensione autolivellante | anteriori: a ruote indipendenti (schema MacPherson), molle elicoidali, ammortizzatori idraulici, bracci oscillanti inferiori, barra stabilizzatrice / posteriori: a ruote indipendenti (schema MacPherson), molle elicoidali, ammortizzatori idraulici, aste trasversali, puntoni di reazione, barra stabilizzatrice; a richiesta sospensione autolivellante | anteriori: a ruote indipendenti (schema MacPherson), molle elicoidali, ammortizzatori idraulici, bracci oscillanti inferiori, barra stabilizzatrice / posteriori: a ruote indipendenti (schema MacPherson), molle elicoidali, ammortizzatori idraulici, aste trasversali, puntoni di reazione, barra stabilizzatrice; a richiesta sospensione autolivellante | anteriori: a ruote indipendenti (schema MacPherson), molle elicoidali, ammortizzatori idraulici, bracci oscillanti inferiori, barra stabilizzatrice / posteriori: a ruote indipendenti (schema MacPherson), molle elicoidali, ammortizzatori idraulici, aste trasversali, puntoni di reazione, barra stabilizzatrice; a richiesta sospensione autolivellante | anteriori: a ruote indipendenti (schema MacPherson), molle elicoidali, ammortizzatori idraulici, bracci oscillanti inferiori, barra stabilizzatrice / posteriori: a ruote indipendenti (schema MacPherson), molle elicoidali, ammortizzatori idraulici, aste trasversali, puntoni di reazione, barra stabilizzatrice; a richiesta sospensione autolivellante |
| Freni | anteriori: a disco autoventilanti diam. 284 mm / posteriori: a disco diam. 251 mm | anteriori: a disco autoventilanti diam. 284 mm / posteriori: a disco diam. 251 mm | anteriori: a disco autoventilanti diam. 284 mm / posteriori: a disco diam. 251 mm | anteriori: a disco autoventilanti diam. 284 mm / posteriori: a disco diam. 251 mm | anteriori: a disco autoventilanti diam. 284 mm / posteriori: a disco diam. 251 mm |
| Pneumatici | 195/60 VR 15 / Cerchi: 6 J x 15 (5 fori) | 195/60 VR 15 / Cerchi: 6 J x 15 (5 fori) | 195/60 VR 15 / Cerchi: 6 J x 15 (5 fori) | 195/60 VR 15 / Cerchi: 6 J x 15 (5 fori) | 195/60 VR 15 / Cerchi: 6 J x 15 (5 fori) |
| Prestazioni dichiarate | | | | | |
| Velocità: 225 km/h | Velocità: 225 km/h | Velocità: 225 km/h | Accelerazione: 0-100 km/h: 7,2 s; 0-1000 m: 28,2 s | Accelerazione: 0-100 km/h: 7,2 s; 0-1000 m: 28,2 s | Accelerazione: 0-100 km/h: 7,2 s; 0-1000 m: 28,2 s |
| Consumi | a 90 km/h, 6,3 litri/100 km; a 120 km/h, 8,2 litri/100 km; ciclo urbano (simulato) 9,9 litri/100 km; media ECE 8,1 litri/100 km | a 90 km/h, 6,3 litri/100 km; a 120 km/h, 8,2 litri/100 km; ciclo urbano (simulato) 9,9 litri/100 km; media ECE 8,1 litri/100 km | a 90 km/h, 6,3 litri/100 km; a 120 km/h, 8,2 litri/100 km; ciclo urbano (simulato) 9,9 litri/100 km; media ECE 8,1 litri/100 km | a 90 km/h, 6,3 litri/100 km; a 120 km/h, 8,2 litri/100 km; ciclo urbano (simulato) 9,9 litri/100 km; media ECE 8,1 litri/100 km | a 90 km/h, 6,3 litri/100 km; a 120 km/h, 8,2 litri/100 km; ciclo urbano (simulato) 9,9 litri/100 km; media ECE 8,1 litri/100 km |
| Fonte dei dati: "Il Quadrifoglio" n. 17 luglio-settembre 1987 | | | | | |

| Caratteristiche tecniche - Alfa Romeo 164 TD (1987) | Caratteristiche tecniche - Alfa Romeo 164 TD (1987) | Caratteristiche tecniche - Alfa Romeo 164 TD (1987) | Caratteristiche tecniche - Alfa Romeo 164 TD (1987) | Caratteristiche tecniche - Alfa Romeo 164 TD (1987) | Caratteristiche tecniche - Alfa Romeo 164 TD (1987) |
| --- | --- | --- | --- | --- | --- |
| | | | | | |
| Configurazione | | | | | |
| Carrozzeria: Berlina 3 volumi | Carrozzeria: Berlina 3 volumi | Posizione motore: anteriore | Posizione motore: anteriore | Trazione: anteriore | Trazione: anteriore |
| Dimensioni e pesi | | | | | |
| Ingombri (lungh.×largh.×alt. in mm): 4555 × 1760 × 1400 | Ingombri (lungh.×largh.×alt. in mm): 4555 × 1760 × 1400 | Ingombri (lungh.×largh.×alt. in mm): 4555 × 1760 × 1400 | Ingombri (lungh.×largh.×alt. in mm): 4555 × 1760 × 1400 | Diametro minimo sterzata: | Diametro minimo sterzata: |
| Interasse: 2660 mm | Interasse: 2660 mm | Carreggiate: anteriore 1515 - posteriore 1488 mm | Carreggiate: anteriore 1515 - posteriore 1488 mm | Altezza minima da terra: 140 mm | Altezza minima da terra: 140 mm |
| Posti totali: 5 | Posti totali: 5 | Bagagliaio: 504 dm³ | Bagagliaio: 504 dm³ | Serbatoio: 70 litri (riserva 9 litri) | Serbatoio: 70 litri (riserva 9 litri) |
| Masse | / in ordine di marcia: 1.400 kg / rimorchiabile: 1.400 kg | / in ordine di marcia: 1.400 kg / rimorchiabile: 1.400 kg | / in ordine di marcia: 1.400 kg / rimorchiabile: 1.400 kg | / in ordine di marcia: 1.400 kg / rimorchiabile: 1.400 kg | / in ordine di marcia: 1.400 kg / rimorchiabile: 1.400 kg |
| Meccanica | | | | | |
| Tipo motore: 4 cilindri in linea, basamento in ghisa, testate separate in lega leggera. Raffreddamento: ad acqua, a circolazione forzata; elettroventola comandata da termostato | Tipo motore: 4 cilindri in linea, basamento in ghisa, testate separate in lega leggera. Raffreddamento: ad acqua, a circolazione forzata; elettroventola comandata da termostato | Tipo motore: 4 cilindri in linea, basamento in ghisa, testate separate in lega leggera. Raffreddamento: ad acqua, a circolazione forzata; elettroventola comandata da termostato | Cilindrata: alesaggio x corsa: 92x94 mm totale: 2.500 cm³ | Cilindrata: alesaggio x corsa: 92x94 mm totale: 2.500 cm³ | Cilindrata: alesaggio x corsa: 92x94 mm totale: 2.500 cm³ |
| Distribuzione: 1 albero a camme laterale, aste e bilancieri | Distribuzione: 1 albero a camme laterale, aste e bilancieri | Distribuzione: 1 albero a camme laterale, aste e bilancieri | Alimentazione: iniezione indiretta con precamera, turbo+intercooler aria/aria | Alimentazione: iniezione indiretta con precamera, turbo+intercooler aria/aria | Alimentazione: iniezione indiretta con precamera, turbo+intercooler aria/aria |
| Prestazioni motore | Potenza: 117 CV a 4200 giri/min / Coppia: 26 kgm a 2500 giri/min | Potenza: 117 CV a 4200 giri/min / Coppia: 26 kgm a 2500 giri/min | Potenza: 117 CV a 4200 giri/min / Coppia: 26 kgm a 2500 giri/min | Potenza: 117 CV a 4200 giri/min / Coppia: 26 kgm a 2500 giri/min | Potenza: 117 CV a 4200 giri/min / Coppia: 26 kgm a 2500 giri/min |
| Accensione: - | Accensione: - | Accensione: - | Impianto elettrico: Batteria: 12 V - 55 Ah. | Impianto elettrico: Batteria: 12 V - 55 Ah. | Impianto elettrico: Batteria: 12 V - 55 Ah. |
| Frizione: monodisco a secco, comando idraulico | Frizione: monodisco a secco, comando idraulico | Frizione: monodisco a secco, comando idraulico | Cambio: meccanico a 5 marce + RM | Cambio: meccanico a 5 marce + RM | Cambio: meccanico a 5 marce + RM |
| Telaio | | | | | |
| Corpo vettura | Scocca metallica autoportante | Scocca metallica autoportante | Scocca metallica autoportante | Scocca metallica autoportante | Scocca metallica autoportante |
| Sterzo | a cremagliera con idroguida | a cremagliera con idroguida | a cremagliera con idroguida | a cremagliera con idroguida | a cremagliera con idroguida |
| Sospensioni | anteriori: a ruote indipendenti (schema MacPherson), molle elicoidali, ammortizzatori idraulici, bracci oscillanti inferiori, barra stabilizzatrice / posteriori: a ruote indipendenti (schema MacPherson), molle elicoidali, ammortizzatori idraulici, aste trasversali, puntoni di reazione, barra stabilizzatrice; a richiesta sospensione autolivellante | anteriori: a ruote indipendenti (schema MacPherson), molle elicoidali, ammortizzatori idraulici, bracci oscillanti inferiori, barra stabilizzatrice / posteriori: a ruote indipendenti (schema MacPherson), molle elicoidali, ammortizzatori idraulici, aste trasversali, puntoni di reazione, barra stabilizzatrice; a richiesta sospensione autolivellante | anteriori: a ruote indipendenti (schema MacPherson), molle elicoidali, ammortizzatori idraulici, bracci oscillanti inferiori, barra stabilizzatrice / posteriori: a ruote indipendenti (schema MacPherson), molle elicoidali, ammortizzatori idraulici, aste trasversali, puntoni di reazione, barra stabilizzatrice; a richiesta sospensione autolivellante | anteriori: a ruote indipendenti (schema MacPherson), molle elicoidali, ammortizzatori idraulici, bracci oscillanti inferiori, barra stabilizzatrice / posteriori: a ruote indipendenti (schema MacPherson), molle elicoidali, ammortizzatori idraulici, aste trasversali, puntoni di reazione, barra stabilizzatrice; a richiesta sospensione autolivellante | anteriori: a ruote indipendenti (schema MacPherson), molle elicoidali, ammortizzatori idraulici, bracci oscillanti inferiori, barra stabilizzatrice / posteriori: a ruote indipendenti (schema MacPherson), molle elicoidali, ammortizzatori idraulici, aste trasversali, puntoni di reazione, barra stabilizzatrice; a richiesta sospensione autolivellante |
| Freni | anteriori: a disco autoventilanti diam. 284 mm / posteriori: a disco diam. 251 mm | anteriori: a disco autoventilanti diam. 284 mm / posteriori: a disco diam. 251 mm | anteriori: a disco autoventilanti diam. 284 mm / posteriori: a disco diam. 251 mm | anteriori: a disco autoventilanti diam. 284 mm / posteriori: a disco diam. 251 mm | anteriori: a disco autoventilanti diam. 284 mm / posteriori: a disco diam. 251 mm |
| Pneumatici | 195/60 VR 15 / Cerchi: 6 J x 15 (5 fori) | 195/60 VR 15 / Cerchi: 6 J x 15 (5 fori) | 195/60 VR 15 / Cerchi: 6 J x 15 (5 fori) | 195/60 VR 15 / Cerchi: 6 J x 15 (5 fori) | 195/60 VR 15 / Cerchi: 6 J x 15 (5 fori) |
| Prestazioni dichiarate | | | | | |
| Velocità: 200 km/h | Velocità: 200 km/h | Velocità: 200 km/h | Accelerazione: 0-100 km/h: 10,9 s; 0-1000 m: 32,2 s | Accelerazione: 0-100 km/h: 10,9 s; 0-1000 m: 32,2 s | Accelerazione: 0-100 km/h: 10,9 s; 0-1000 m: 32,2 s |
| Consumi | a 90 km/h, 5,3 litri/100 km; a 120 km/h, 6,5 litri/100 km; ciclo urbano (simulato) 8,6 litri/100 km; media ECE 6,1 litri/100 km | a 90 km/h, 5,3 litri/100 km; a 120 km/h, 6,5 litri/100 km; ciclo urbano (simulato) 8,6 litri/100 km; media ECE 6,1 litri/100 km | a 90 km/h, 5,3 litri/100 km; a 120 km/h, 6,5 litri/100 km; ciclo urbano (simulato) 8,6 litri/100 km; media ECE 6,1 litri/100 km | a 90 km/h, 5,3 litri/100 km; a 120 km/h, 6,5 litri/100 km; ciclo urbano (simulato) 8,6 litri/100 km; media ECE 6,1 litri/100 km | a 90 km/h, 5,3 litri/100 km; a 120 km/h, 6,5 litri/100 km; ciclo urbano (simulato) 8,6 litri/100 km; media ECE 6,1 litri/100 km |
| Fonte dei dati: "Il Quadrifoglio" n. 17 luglio-settembre 1987 | | | | | |

## Riepilogo versioni
| Modello             | Motore           | Cilindrata (cm³) | Potenza                     | Coppia motrice                  | 0–100 km/h, s | 0–1000m s | Velocità km/h | Anni prod. |
| 2.0 Twin Spark      | 4l benzina       | 1962             | 108 kW (148 CV)             | 187 N·m (138 ft.lbs) @ 4700 rpm | 9,2           | 30,2      | 210           | 1987-1992  |
| 2.0 TwinSpark (cat) | 4l benzina       | 1962             | 106 kW (144 CV)             | 187 N·m (138 ft.lbs) @ 4700 rpm | 9,3           | 30,4      | 210           | 1990-1992  |
| 2.0 TwinSpark       | 4l benzina       | 1995             | 106 kW (146 CV)             | 193 N·m (144 ft.lbs) @ 5000 rpm | 9,9           | 30,4      | 210           | 1992-1995  |
| 2.0 TwinSpark Super | 4l benzina       | 1995             | 108 kW (146 CV)             | 187 N·m (138 ft.lbs) @ 5000 rpm | 9,9           |           | 210           | 1992-1997  |
| TD                  | 4l turbo diesel  | 2499 cc          | 84 kW (117 CV)              | 260 N·m (191 ft.lbs) @ 2200 rpm | 10,8          | 32,2      | 200           | 1987-1992  |
| TD - TD Super       | 4l turbo diesel  | 2499 cc          | 92 kW (125 CV)              | 288 N·m (212 ft.lbs) @ 2000 rpm | 10,8          | 32,2      | 202           | 1992-1997  |
| Turbo               | 4l turbo benzina | 1995             | 129 kW (175 CV + overboost) | 265 N·m (195 ft.lbs) @ 2500 rpm | 7,2           | 28,2      | 225           | 1988-1991  |
| V6 Turbo            | V6 turbo benzina | 1996             | 152 kW (207 CV + overboost) | 306 N·m (226 ft·lbs) @ 2750 rpm | 7,7           | 27,0      | 240           | 1991-1992  |
| V6 Turbo(cat)       | V6 turbo benzina | 1996             | 151 kW (205 CV + overboost) | 301 N·m (223 ft·lbs) @ 2750 rpm | 8,1           | 27,8      | 237           | 1991-1992  |
| V6 TB Super         | V6 turbo benzina | 1996             | 148 kW (201 CV)             | 271 N·m (200 ft.lbs) @ 3000 rpm | 8,2           | 28,0      | 237           | 1992-1997  |
| 3.0 V6              | V6 benzina       | 2959             | 141 kW (192 CV)             | 261 N·m (192 ft.lbs) @ 4900 rpm | 7,6           | 28,0      | oltre 230     | 1987-1990  |
| 3.0 V6 (cat)        | V6 benzina       | 2959             | 135 kW (184 CV)             | 261 N·m (192 ft.lbs) @ 4900 rpm | 7,9           | n.d.      | 230           | 1990-1992  |
| 3.0 V6 Super        | V6 benzina       | 2959             | 132 kW (179 CV)             | 255 N m (188 ft.lbs) @ 4400 rpm | 8,1           | n.d.      | 230           | 1995-1997  |
| Q.V. (12v)          | V6 benzina       | 2959             | 147 kW (200 CV)             | 274 N·m (202 ft.lbs) @ 4400 rpm | 7,7           | 27,8      | 237           | 1990-1992  |
| V6 24v Super        | V6 benzina       | 2959             | 155 kW (211 CV)             | 266 N·m (196 ft.lbs) @ 5000 rpm | 8,0           | 28,0      | 240           | 1992-1997  |
| V6 24v Super        | V6 benzina       | 2959             | 152 kW (207 CV)             | 270 N m (199 ft.lbs) @ 5000 rpm | 8.0           | n.d.      | 240           | 1997       |
| Q.V. (24v)          | V6 benzina       | 2959             | 171 kW (232 CV)             | 276 N·m (203 ft.lbs) @ 5000 rpm | 7,5           | 27,0      | 245           | 1993       |
| Q4                  | V6 benzina       | 2959             | 170 kW (231 CV)             | 276 N·m (203 ft.lbs) @ 5000 rpm | 7,7           | 27,8      | 240           | 1993-1997  |